# Giovanni Battista Zupi
Giovanni Battista Zupi o Zupus (aprox. 1590 – 1650) fou un astrònom, matemàtic i religiós jesuïta italià.
Nasqué a Catanzaro. El 1638, fou la primera persona a descobrir que el planeta Mercuri tenia fases orbitals, com la Lluna o el planeta Venus. Les seves observacions demostraren que el planeta gira al voltant del Sol. Això fou només tres dècades després que Galileu dissenyés el seu primer telescopi, i el de Zupi només era una mica més potent. Morí a Nàpols.
El cràter Zupus, a la Lluna, deu el seu nom a ell.